# El libro de la selva (serie animada)
The Jungle Book (El libro de la selva en Hispanoamérica y España) es una serie animada de televisión en 3D CGI coproducida por DQ Entertainment International, MoonScoop (temporada 1–2), Ellipsanime Productions (temporada 3), ZDF , ZDF Enterprises , TF1 (temporada 1–2) y Les Cartooneurs Associés (Temporada 3). Está basado en la novela de mismo título de Rudyard Kipling.

## Sinopsis
Las aventuras de Mowgli, un niño humano criado por la manada de lobos de Akela, y sus mejores amigos, el oso paternal Baloo y la juguetona pantera Bagheera. Viven en la jungla india donde acechan muchos peligros, como el poderoso tigre de Bengala Shere Khan. El curioso Mowgli a menudo se mete en problemas y no puede resistirse a ayudar a los animales en peligro o resolver otros problemas.

## Personajes

### Principal
- Mowgli (expresado por Emma Tate en las temporadas 1-2, Sarah Natochenny en la temporada 3): un joven humano criado por lobos en la jungla, como hijo adoptivo de Daruka y Raksha, y hermano de Lali y Bala. Mantiene una garra de tigre como colgante que tomó en una batalla de Shere Khan. Mowgli nunca aparece desnudo, como en el libro.
- Bagheera (con la voz de Sam Gold en las temporadas 1-2, Abe Goldfarb en la temporada 3) - Una pantera negra. Es el mejor amigo de Mowgli. A diferencia de la novela original, Bagheera no es tan sabio ni estricto. La mayoría de los animales de la jungla nunca se atreven a interponerse en el camino de la pantera. A menudo lucha contra Shere Khan para salvar a Mowgli.
- Baloo (expresado por Jimmy Hibbert en las temporadas 1-2, David Wills en la temporada 3) - Un oso hambriento. En la serie, es bípedo, usa anteojos y es el mentor de Mowgli. A Baloo le gusta contar historias de la jungla.
- Kaa (expresado por Joseph J. Terry en las temporadas 1-2, Billy Bob Thompson en la temporada 3) - Una pitón de roca india. Como en el libro, es una especie de amigo de Mowgli, Bagheera y Baloo, pero de mal humor y temido.

### Manada de lobos de Seeonee
- Akela (expresado por Joseph J. Terry en las temporadas 1-2): un lobo indio (Canis lupus pallipes) que es el líder más confiable de la manada de lobos Seeonee y el abuelo de Phaona.
- Daruka (expresado por Aaron Albertus en las temporadas 1-2) - El padre adoptivo de Mowgli. Aunque Mowgli suele vivir con Baloo y Bagheera, a veces visita a la familia de Daruka.
- Raksha: la madre adoptiva de Mowgli. Es paciente y maternal, pero puede ser severa cuando es necesario.
- Lali: la hija de Daruka y Raksha. Es dulce y cariñosa, como su madre, pero puede ser extremadamente protectora y rebelde.
- Bala : el hijo de Daruka y Raksha. Es un lobo valiente y leal, pero competitivo, que a menudo se mete en problemas.

### Villanos
- Shere Khan (con la voz de David Holt en las temporadas 1-2, Marc Thompson en la temporada 3) - Un tigre de bengala devorador de hombres que es el principal antagonista de la serie. Va a matar y comerse a Mowgli, pero a menudo falla en sus intentos. Tiene una cicatriz roja en el ojo izquierdo. Shere Khan perdió una de sus garras en una pelea anterior con Mowgli, quien mantiene la garra como colgante.
- Tabaqui (expresado por Nigel Pilkington en las temporadas 1-2): un chacal . Es el compinche adulador, codicioso y tortuoso de Shere Khan, donde le falta el coraje para estar en desacuerdo con su maestro tigre. Por lo general, es él quien coloca trampas para Mowgli para que Shere Khan pueda comérselo.
- Bandar-log - Un grupo de langures indios de montaña a los que les gusta causar problemas a Mowgli y sus amigos. Viven en las ruinas del templo Cold Lair.
  - Masha (con la voz de Joseph J. Terry en las temporadas 1-2): una langur india de montaña que es la líder de los de langures.
- Jacala: un cocodrilo asaltante gigante que se comería a cualquiera que entre en su territorio.
- Kala (expresada por Colin McFarlane en la temporada 1-2): una pantera negra que se parece a Bagheera, con una cicatriz roja al igual que Shere Khan. Altamente territorial y hostil hacia Bagheera y Mowgli.
- Phaona (expresado por Aaron Albertus en las temporadas 1-2): un lobo indio que es el nieto de Akela. No le gusta que Mowgli esté en la manada de lobos, intenta todo lo posible por expulsar al humano adoptado de la manada y no se detendrá ante nada para intentar convertirse en el próximo líder de la manada. Las tramas de Phaona tienden a ser contraproducentes y tiende a ser castigado por su abuelo.
- Hajeet: un tejón de miel de mal genio y muy territorial.
- Kulu: un cuervo que trabaja para Shere Khan y tiene rivalidad con Tabaqui.

### Otros animales
- Darzi (expresado por Peter Michail / Teresa Gallagher en las temporadas 1 y 2): un pájaro diminuto de color rojo sólido sin pareja ni nido. Valiente por su tamaño y simpático, pero pobre como mensajero (como en el libro) provocando cerebro de pájaro y terrible memoria.
- Hathi (con la voz de Phil Lollar en las temporadas 1 y 2): un elefante indio sabio que es el líder de los elefantes de la jungla.
  - Gajjini - Un elefante indio violeta claro que es la esposa de Hathi.
  - Appu y Heetah: los dos terneros de Hathi y Gajjini que son amigos de Mowgli.
- Rangoo - Un colorido frugívoro de aves .
- Chil - Una cometa .
- Ikki - Un puercoespín con cresta indio .
- Rikki-Tikki-Tavi (con la voz de Nigel Pilkington en las temporadas 1–): una mangosta gris india . Aquí vive en la jungla con los otros animales. Muy lindo, del tamaño de un hurón y valiente (una vez incluso luchó con Shere Khan para defender a Mowgli).
- Thuu: una cobra india , ocasionalmente líder del nido de una cobra.
- Manny: un joven mono langur que es amigo de Mowgli.
- Oo y Boo - Un par de tortugas viejas .
- Pavo: un pavo real leucístico .
- Alonna - Una grulla Demoiselle .
- Hoola: un pavo real que es el rival de Pavo.
- Rana - Un cerdo salvaje violeta que tiene mal genio.
- Ravi y Vira - Una pareja de Bluebird .
- Chota - Un cachorro de tigre joven.
- Ponya - Un panda rojo .
- Langur: mono del Himalaya .
- ChuChip - Un joven ciervo sambar se hace amigo de mowgli.
- Bella: una osa de la que Baloo se enamora, pero en realidad está tratando de deshacerse de Baloo, pero luego se reformó después de que ella y Baloo Recouncil.
- Lori y Barasingha Barashinga es un ciervo con el mismo nombre que sueña con convertirse en uno de los renos voladores de Santa . Lori es una Loris que siempre está preocupada por Bara.
- Ackney es una ardilla gigante india .

## Producción
Tapaas Chakravarti, presidente y director ejecutivo de DQ Entertainment, dice: "La segunda temporada de Jungle Book fue una decisión simple después del tremendo éxito de la primera temporada y la demanda inherente de la comunidad mundial de radiodifusión. Jungle Book ya tiene un gran número de seguidores y ha creado la necesidad de ver más y más a Mowgli y sus amigos de la jungla por parte de los niños. Estamos seguros de que la segunda temporada también será un gran éxito comercial. Será seguida por un especial de TV Movie, un especial de Navidad, un Halloween especiales y muchas otras spin-offs. La asociación con ZDF es simbiótica en el sentido de que estamos produciendo varios otros proyectos con ellos". 
En 2012, DQ Entertainment anunció un largometraje en 3D basado en la serie animada que se estrenó en 2013. La película es producida por Tapaas Chakravarti y dirigida por Jun Falkenstein y Kevin Johnson. 
En octubre de 2015, se anunció una tercera temporada, que sería coproducida por Ellipsanime y se emitió en el año 2017.

## Transmisión
En India se transmite en Nickelodeon, en Francia se transmiten en TF1 y Piwi+ y en Alemania se transmite en ZDF.
En Argentina desde 2010 se emite en el canal Pakapaka, en México se emitió en 2012 por el Canal 5 de Televisa, en Estados Unidos se emite en el canal Univisión en 2013, en toda Latinoamérica se emite desde 2016 por el canal ZooMoo, en Ecuador fue emitido por el canal Ecuador Tv desde 2012 hasta 2013 y desde julio de 2019 se emite por el canal TC Televisión y en Colombia se emite por la Señal Colombia.
En 2015 se emitió el especial de El libro de la selva llamado "Retumbando en la selva" por la señal panregional del canal Discovery Kids con el doblaje original realizado en Colombia.
Para la transmisión en Latinoamérica la serie tiene dos doblajes, ambos en español.
El primer doblaje de la serie es originalmente realizada en Colombia por Centauro Comunicaciones, pero se emite desde el canal Señal Colombia hacia otros países cercanos o en países seleccionados.
El segundo doblaje se realizó esta vez en Paraguay, por Iodimedia, aunque a veces se emite en países cercanos o en cualquier otro país latino.
- Datos: Q1167600